# Exil des communards

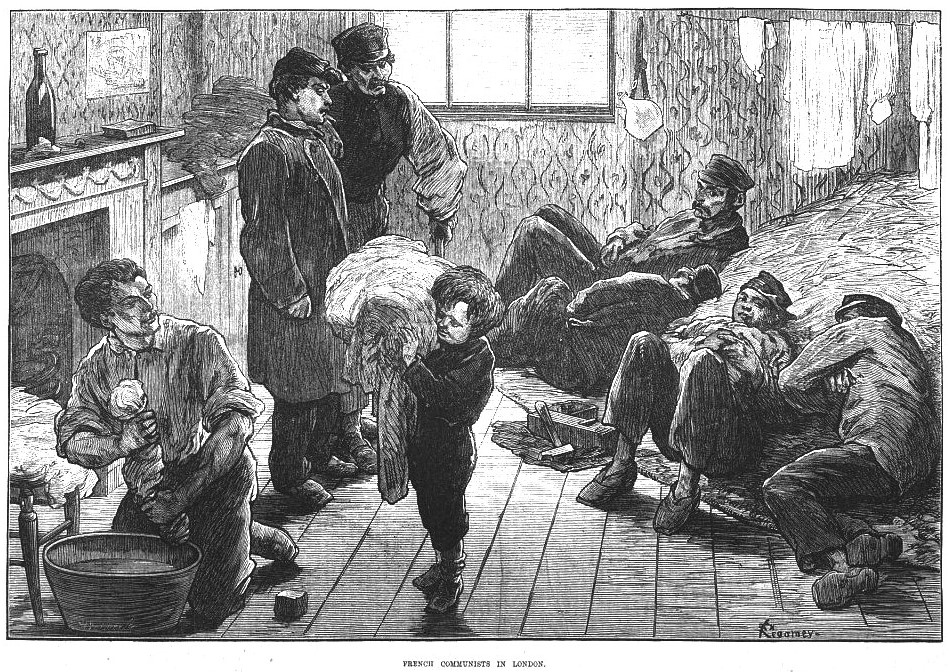
Exilés communards à Londres, juin 1872.

L'exil des communards se réfère à la période qui suit la répression de la Commune de Paris en 1871 par les autorités versaillaises. Dès le 22 mai, le chef du gouvernement Adolphe Thiers promet une répression impitoyable envers les insurgés et la police est étroitement associée à l'armée versaillaise pour les traquer.
Malgré l'intensification des recherches et le renforcement des contrôles aux frontières, environ 5 000 à 6 000 communards prennent le chemin de l'exil et trouvent refuge à l'étranger, principalement au Royaume-Uni, où la politique d'asile favorise leur installation, en Belgique et en Suisse, et dans une moindre mesure aux États-Unis, en Espagne, en Italie, en Hongrie voire en Russie. L'écrasement de la Commune et la violence de la répression font naître un élan de solidarité et les sections de l'Association internationale des travailleurs sont d'un grand secours pour les proscrits à qui ils fournissent des faux passeports ou récoltent des fonds pour les sortir du dénuement.
Les exilés volontaires sont bientôt rejoints par des individus condamnés au bannissement et expulsés volontairement par les autorités françaises. Leur émigration forcée dure jusqu'à la double amnistie de 1879-1880, dates auxquelles la majorité des communards reviennent en France, où ils ont parfois du mal à se réinsérer.
Cet article traite uniquement de l'exil des communards et non des cas de déportation, principalement en Nouvelle-Calédonie.

## L'exil des vaincus

### Contexte historique: Semaine sanglante et répression versaillaise

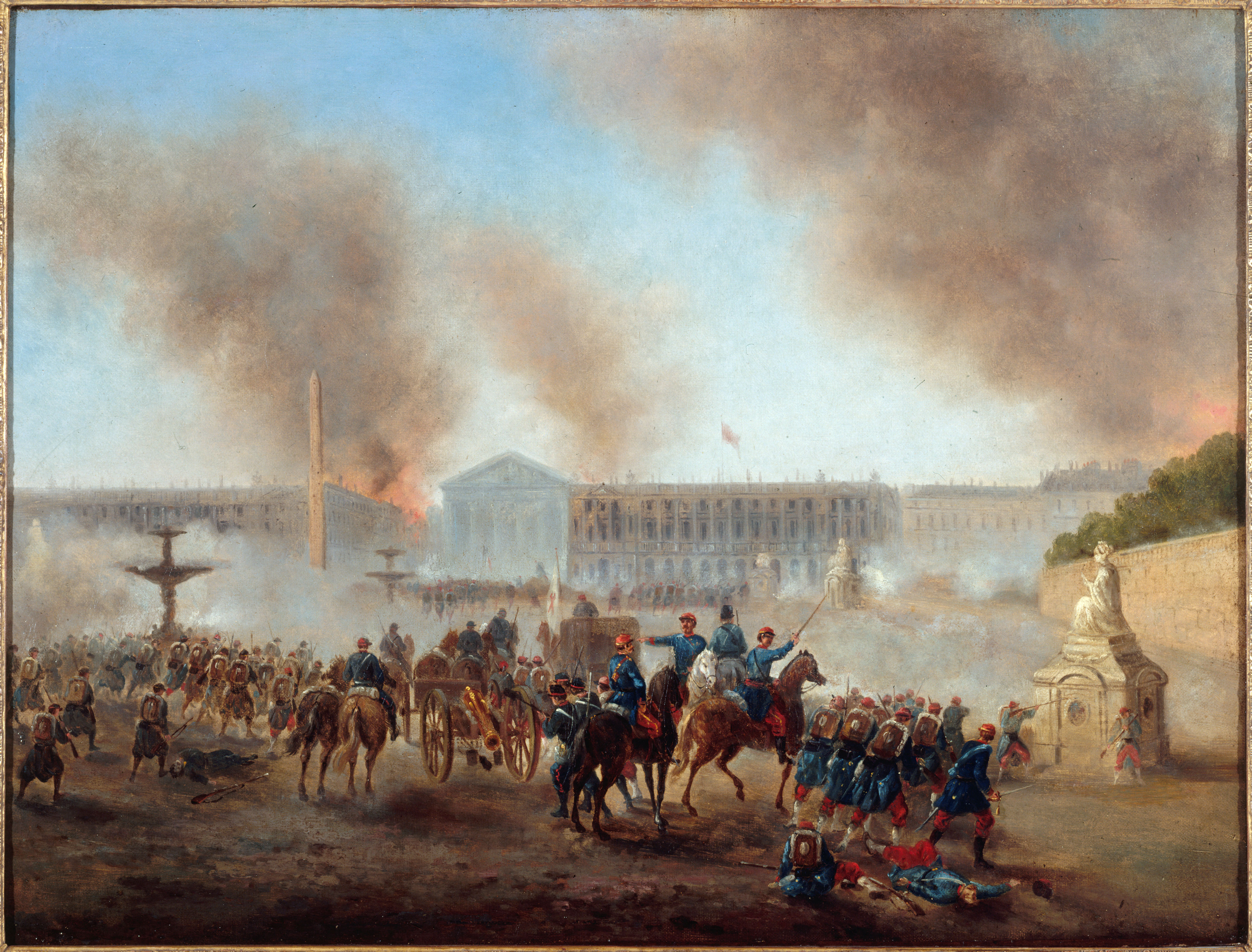
Épisode de la Commune, place de la Concorde, tableau de Gustave Boulanger (1871).

Le 21 mars 1871, l'armée versaillaise entre dans Paris pour réprimer violemment l'insurrection de la Commune mise en place depuis le soulèvement du 18 mars : c'est le début de la Semaine sanglante qui entraîne la mort de plusieurs milliers d'insurgés et provoque des destructions massives notamment du fait des incendies volontaires de monuments et de bâtiments d'habitation de la capitale.
En réponse aux nombreux massacres des troupes versaillaises, les communards exécutent près d'une centaine d'otages dont plusieurs ecclésiastiques, tel que l'archevêque de Paris Georges Darboy,. Ces exécutions sommaires tout comme les destructions par le feu alimentent la légende noire des insurgés et confortent le point de vue des Versaillais qui entendent mettre en avant la prétendue sauvagerie de leurs adversaires.
Dès le 22 mai, dans son discours à l'Assemblée nationale, le chef du gouvernement Adolphe Thiers annonce une répression impitoyable : « l'expiation sera complète, mais ce sera, je le répète, l'expiation telle que les honnêtes gens doivent l'infliger quand la justice l'exige, l'expiation au nom de la loi et par la loi ». La crainte des poursuites judiciaires conduit des milliers de communards à quitter le pays pour prendre le chemin de l'exil. Leur nombre n'est pas connu précisément mais il est estimé par la plupart des historiens entre 5 000 et 6 000 individus, dont la plupart sont les 3 313 condamnés par contumace évoqués par le rapport du général Appert, remis à l'Assemblée le 20 juillet 1875, auxquels s'ajoutent les familles qui les suivent ou les simples partisans de l'insurrection non poursuivis par la Justice mais qui craignent de l'être.

### La fuite
Dès le mois de mai 1871, les autorités versaillaises essaient d'empêcher la fuite des communards et certains doivent se cacher pendant plusieurs mois avant de pouvoir quitter la capitale. Si l'armée joue le premier rôle dans la répression de la commune, la police lui est étroitement associé et un double dispositif de contrôle se met en place.
Dans un premier temps, un détachement de police est attaché à chaque division de corps d'armée versaillais pour conduire la recherche des suspects sous le commandement militaire. L'armée et la police organisent la surveillance étroite des portes et des gares de Paris, et mènent également des perquisitions au domicile des particuliers. Mais la recherche des fuyards est complexe. D'une part, la destruction de la plupart des fichiers individuels dans l'incendie de l'Hôtel de ville rend difficile l'identification des individus et conduit parfois à des erreurs tragiques : comme le rapporte Prosper-Olivier Lissagaray, de nombreux parisiens sont ainsi exécutés sommairement pour simple fait de ressemblance avec un communard connu. D'autre part, la collaboration des différents services de police n'est pas toujours efficace et certains fuyards évitent ainsi l'arrestation : c'est le cas notamment du journaliste Eugène Vermersch qui se cache chez un cafetier parisien quand la police le croit à Versailles.
Dans un second temps, le contrôle se déplace vers les frontières, en particulier les ports où les Versaillais espèrent arrêter les fuyards en partance pour le Royaume-Uni. La police des douanes, les commissaires spéciaux de la police des chemins de fer et l'armée sont mis à contribution pour renforcer la surveillance des ports de Calais, Boulogne, Dieppe et Le Havre qui sont reliés à l'Angleterre par un service régulier de bateaux à vapeur. Ainsi, jusqu'au 20 avril 1872, le contrôle du passeport pour les étrangers est rétabli dans les ports de la Manche, de même qu'aux frontières avec la Belgique et la Suisse,. La frontière belge est d'ailleurs le point de passage le plus facile pour les fuyards qui peuvent la franchir à pied en contournant les forces de l'ordre, malgré la collaboration active des services de police français et belges. De là, nombre de communards rejoignent finalement l'Angleterre par les ports d'Anvers ou Ostende.
Mais le contrôle aux frontières de l'identité des migrants souffre des conflits et de l'absence de coordination entre les préfectures, dépendant du ministère de l'Intérieur, et les consulats, rattachés au ministère des Affaires étrangères. Si les deux institutions sont habilitées à délivrer des passeports, la première sur le territoire national et la deuxième à l'étranger, le contrôle à la douane est effectué par les commissaires généraux des chemins de fer qui dépendant uniquement de l'administration préfectorale. En décembre 1871, le diplomate Charles Gavard, attaché à l'ambassade de France à Londres, pointe la complexité de ce système : « ni l'Ambassade, ni le Consulat Général ne savent en ce moment quels agents délivrent ou visent des passeports ». Ces défaillances s'expliquent du fait que les différents ministères ont une culture administrative très différente, ce que résume l'historien Renaud Morieux : « le migrant du préfet est une menace pour la sécurité de l'État ; le migrant du consul est un « contribuable » ; le migrant du Foreign Office un voyageur ralenti inutilement par les formalités administratives et les chicanes de la bureaucratie française ». Dans un contexte d'internationalisation des flux migratoires, où « les voyageurs circulent plus vite que leurs papiers » selon l'expression de Gérard Noiriel, « la lourdeur de l'appareil bureaucratique et l'émiettement administratif des polices s'avèrent rédhibitoires », d'autant plus que les commissaires font parfois preuve de négligence dans le contrôle des papiers. Ainsi, les fuyards exploitent les failles du système de surveillance pour se procurer des faux-passeports par l'intermédiaire de réseaux internationaux d'entraide et de solidarité et l'Association internationale des travailleurs envoie notamment de nombreux faux passeports à ses militants cachés dans Paris. Dans son roman Philémon, vieux de la vieille, paru en 1913, l'écrivain Lucien Descaves décrit la méthode utilisée par les fuyards : un passeport français ou étranger est visé au consulat français à Londres, envoyé secrètement à Paris dans une valise à double fond puis remis à un intermédiaire qui le porte à un communard. Une fois le voyageur parvenu à Londres, le passeport est remis en circulation et emprunte le même circuit, parfois cinq ou six fois. Pour tromper la vigilance des contrôleurs, une des techniques utilisées par les fuyards consiste à déjouer leur surveillance en s'adressant directement à eux pour leur demander des renseignements. Ainsi, l'interpellation directe et le travestissement de l'apparence suffisent à ce que des centaines de fuyards parviennent à déjouer les contrôles.

## La vie en exil

### Installation

#### Diversité des pays d'accueil

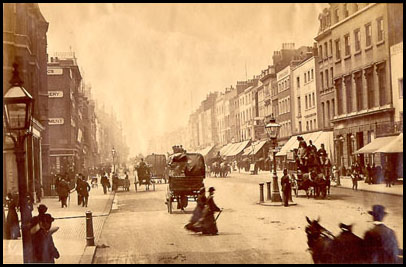
Oxford Street (en 1875) où vécurent de nombreux communards.

Le nombre de communards exilés est estimé entre 5 000 et 6 000 individus et le Royaume-Uni en accueille le plus grand nombre : près de 3 000 insurgés y trouvent refuge en Grande-Bretagne. La Belgique et la Suisse accueillent respectivement 1 500 et 1 000 réfugiés, et d'autres pays comme l'Espagne, l'Italie, la Hongrie, les États-Unis voire la Russie en accueillent un plus faible nombre. Pour le communard, le choix de la terre d'exil se fait en fonction de la proximité géographique, des politiques d'accueil et des traditions d'asile de ces pays, des réseaux militants ou encore de la question de la langue. Les exilés communards célèbres comptent dans leurs rangs par exemple le peintre Gustave Courbet réfugié en Suisse ; la romancière et militante féministe André Léo (Victoire Léodile Béra) réfugiée également en Suisse ; l'écrivain Jules Vallès, réfugié en Belgique puis en Angleterre ; Édouard Vaillant, réfugié à Londres ; le journaliste Eugène Vermersch, réfugié en Belgique puis à Londres ; le chansonnier Jean-Baptiste Clément réfugié à Londres ; l'avocat Eugène Protot, la journaliste socialiste Paule Mink, le journaliste Maxime Vuillaume, l'homme politique Jean-Baptiste Dumay réfugiés en Suisse ; le poète Eugène Pottier et le journaliste Henri Rochefort tous deux réfugiés aux États-Unis. Les communautés d'exilés qui se sont alors formées succèdent dans les pays européens à une autre génération d'exilés de gauche, celle du Second Empire.
Dès 1873-1874, l'octroi officiel du droit d'asile par la Belgique conduit certains réfugiés français en Angleterre à se rendre à Bruxelles.
Quelques centaines de communards choisissent les États-Unis ; Henri Rochefort déporté en Nouvelle-Calédonie rejoint ce pays après son évasion en 1874. Le Groupe socialiste révolutionnaire international est fondé là par des blanquistes.

#### Londres, destination privilégiée
Ainsi, Londres reçoit de nombreux exilés français — notamment des figures de proue de la Commune —, qui se concentrent dans Oxford Street ou Soho, où les avaient précédés les proscrits de 1848 et de 1851. Comme sous l'Empire, les autorités françaises se heurtent à l'intransigeance anglaise en matière de liberté politique et juridique : en l'absence de discrimination à l'entrée des étrangers sur le territoire britannique, le droit d'asile y est accordé sans restriction aux réfugiés politiques et le Royaume-Uni, comme la Suisse, refuse l'extradition des communards. Une convention signée le 13 février 1843 rend toutefois passibles d'une procédure d'extradition les crimes de meurtre, de faux et de banqueroute frauduleuse, mais non les délits à caractère politique : malgré les tentatives du gouvernement français d'assimiler les communards à des criminels de droit commun, l'opinion publique anglaise est d'autant plus attachée au principe du droit d'asile que l'ampleur de la répression et les massacres commis par les Versaillais lors de la Semaine sanglante choquent une partie de la population. Le 26 mai, le ministre de l'Intérieur britannique Henry Bruce déclare à la Chambre des communes que « le gouvernement n'a le pouvoir d'empêcher l'entrée d'aucun des communards, s'ils parviennent à s'échapper ». Aussi, le gouvernement français renonce à engager des demandes d'extradition. 
Selon Renaud Morieux, « c'est probablement ce refus anglais d'extrader les fuyards qui explique qu'à partir du mois de janvier 1872, la police française elle-même expulse vers l'Angleterre des centaines de communards condamnés par les tribunaux militaires à la peine du bannissement », ce qui provoque des tensions internes au Royaume-Uni, mais également entre les deux pays. Certains députés britanniques mettent en avant l'« état de misère absolue » des bannis lorsqu'ils débarquent en Angleterre : dépourvu de moyens, le banni est contraint de voler dans les champs ou de se livrer aux délits de grivèlerie et de braconnage pour assurer sa subsistance, ce qui fait de lui un vagabond. Or, ce crime est encore puni au Royaume-Uni, de sorte que les procédures engagées à leur encontre représentent un coût financier important pour le contribuable britannique. Pour Renaud Morieux, « à travers l'assimilation du banni au vagabond, qui menace la propriété privée par ses déplacements incessants, c'est la peur sociale des classes possédantes anglaises qui s'exprime », ce que traduit la position de l'ambassadeur britannique à Paris, Richard Lyons : « même en supposant que les personnes en question soient simplement des pauvres, comme on l’a prétendu, était-il possible d'assurer que les autorités françaises étaient en droit de jeter leurs pauvres démunis sur la côte anglaise, à la charge des contribuables anglais ? » Bien qu'une partie l'opinion publique britannique considère ces bannis misérables comme de potentiels délinquants, le Royaume-Uni demeure prisonnier de sa propre tolérance et le vote d'une loi qui empêcherait l'abus de son droit d'asile, maintes fois évoqué, est finalement repoussé.

### Surveillance par la police française
Comme l'affirme Renaud Morieux, dans la mesure où la police française n'a pu empêcher la fuite des communards, elle s'efforce de « pérenniser [leur] exil » et des espions sont recrutés pour les surveiller. La plupart des chefs de l'insurrection s'étant établis à Londres, c'est dans cette ville que la surveillance est la plus resserrée car les autorités françaises y craignent la préparation d'un complot. Pendant les deux premières années de l'exil, deux réseaux y coexistent, l'un sous l'autorité de l'ambassade de France, l'autre dirigé par la Préfecture de police qui affectent à la surveillance des communards les espions déjà en place pour surveiller l'empereur déchu Napoléon III, lui aussi exilé à Chislehurst dans la banlieue londonienne. Ces deux réseaux fusionnent sous la direction de la Préfecture de police en juillet 1872. Une surveillance est également mise en place par la Police Métropolitaine mais elle demeure très superficielle.
Le travail de surveillance des espions est mis à mal par les stratégies de dissimulation utilisées par les exilés, comme les déménagements fréquents ou l'utilisation de pseudonyme et de codes secrets pour la correspondance. Ainsi, entre septembre et octobre 1872, des rapports contradictoires évoquent la présence de Jules Vallès en Suisse, en Belgique et en Angleterre. Mais comme le souligne Renaud Morieux, l'efficacité des espions réside moins dans leur action réelle que dans le climat d'insécurité et de suspicion qu'ils contribuent à mettre en place. Ainsi, « la police atteint donc son but en faisant de l'exil une prison, par le recours à des moyens traditionnels de surveillance ».
Par ailleurs, durant tout l'exil, la police française applique la censure et contrôle strictement les frontières pour interdire tout retour et empêcher l'entrée sur le territoire des écrits ou des journaux publiés par les proscrits. Un « cabinet noir » intercepte également les correspondances des anciens communards avec la France et plusieurs messagers sont arrêtés et poursuivis pour « infraction à expulsion ».

### Entraide et solidarité
L'écrasement de la Commune et la violence de la répression font naître un élan de solidarité parmi les ouvriers européens et dans les premiers temps de l'exil, les sections et les réseaux de l'entraide de l'Association internationale des travailleurs est d'un grand secours pour les proscrits qui se retrouvent dans le plus grand dénuement. Les membres de l'Internationale interviennent pour leur fournir des passeports ou pour leur fournir un abri temporaire comme Désiré Brismée à Bruxelles, Constant Christenert à New York ou Karl Marx à Londres. Dès la fin juin 1871, le Conseil général de l'AIT crée un fonds des réfugiés administré par Hermann Jung (en), mais le montant accordé aux exilés est relativement modeste et les souscriptions diminuent rapidement.
À Londres, une « Société des réfugiés » est créée pour que les proscrits gèrent eux-mêmes l'argent récolté et peu à peu, d'autres sociétés voient le jour pour que les exilés se protègent mutuellement, sans aide extérieure. C'est le cas du « Prêt mutuel » à Bruxelles qui permet à ses membres de recevoir de l'argent en cas de chômage ou de bénéficier d'un enterrement civil.
Les exilés londoniens habitent les mêmes quartiers (Soho, Oxford Street, Charlotte Street et Fitzroy Square) et fréquentent les mêmes lieux de sociabilité, cafés, restaurants, librairies françaises et autres commerces.

## Après l'exil

### Le retour des proscrits

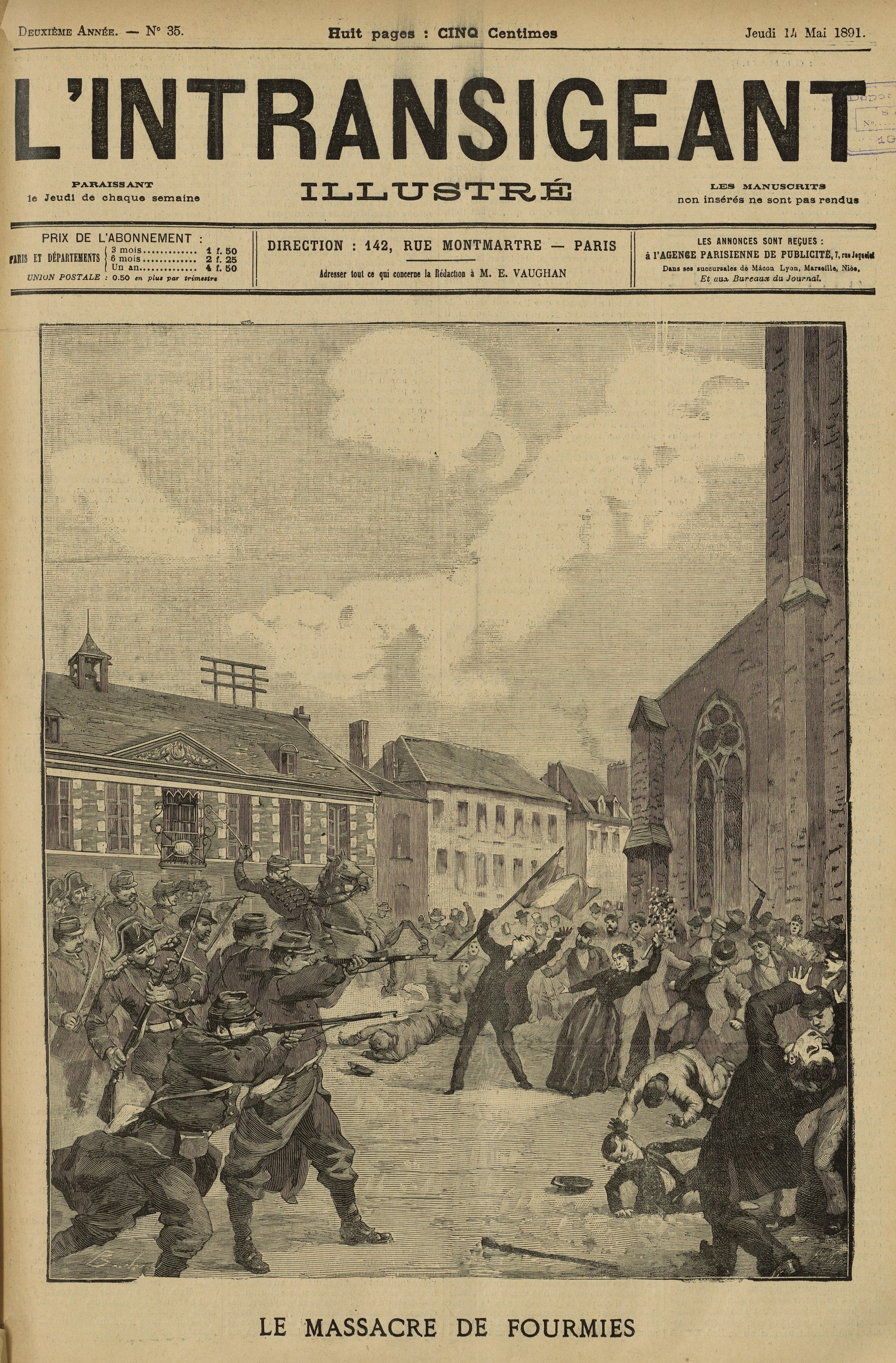
L'Intransigeant de l'ancien exilé communard Henri Rochefort.

Évoquée dès la fin de la Semaine sanglante, l'amnistie des communards est longtemps repoussée : ses partisans la réclament dans un vœu de réconciliation nationale et au nom de l'humanité, des excès de la répression et du patriotisme des Parisiens pendant le siège prussien, tandis que leurs adversaires la refusent au nom de la menace politique et sociale que ferait courir l'insurrection et parce que la répression a été menée en vertu du droit. Portée par de grandes figures comme Victor Hugo et Georges Clemenceau, l'amnistie devient un thème de campagne des républicains intransigeants,.

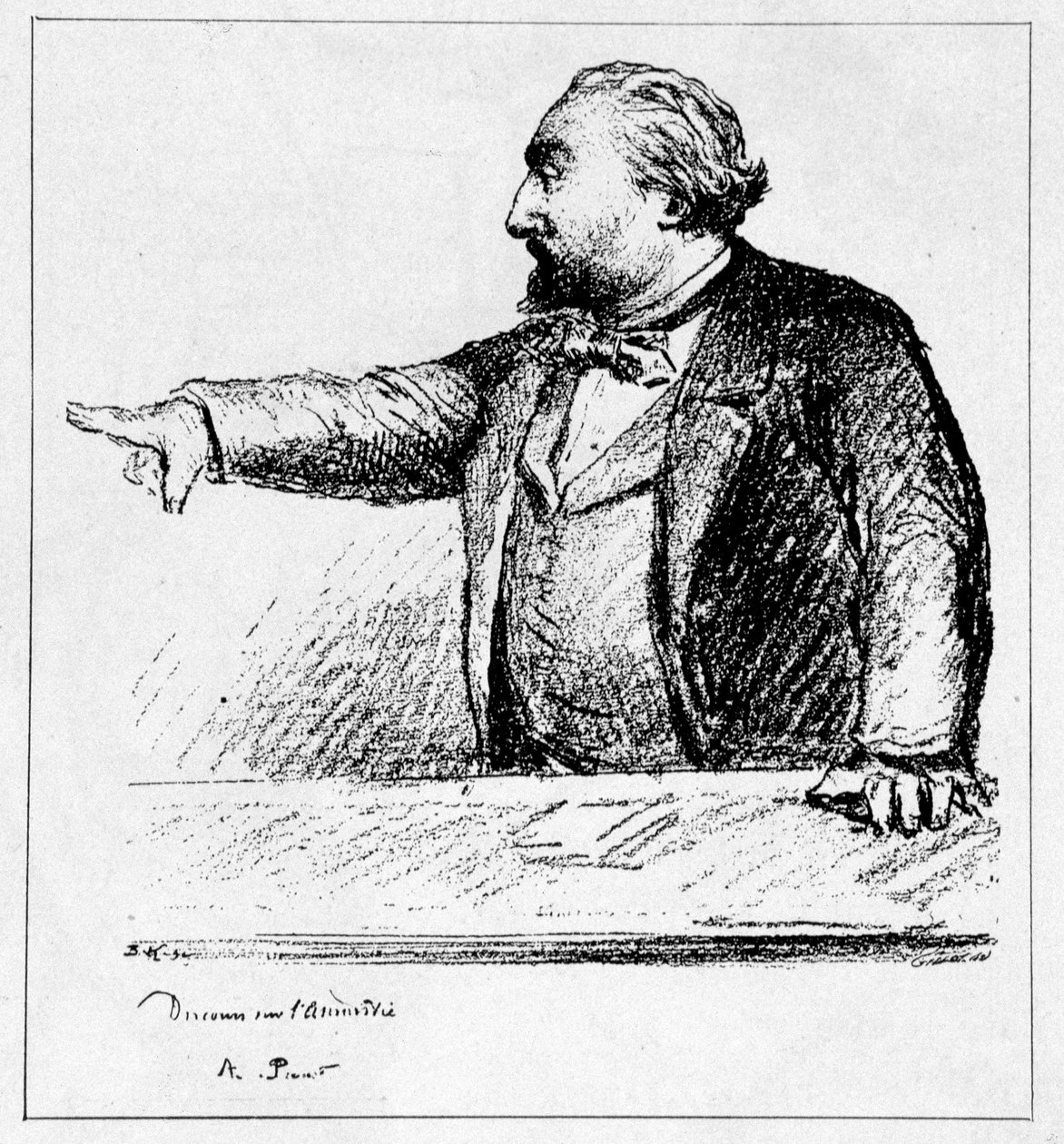
Gambetta prononçant son discours sur l'amnistie des communards, le 21 juin 1880.

Une première loi d'amnistie partielle est finalement votée le 3 mars 1879 et permet à de nombreux déportés ou exilés de rentrer en France, à condition qu'ils bénéficient d'une grâce. Sous l'impulsion de Léon Gambetta, elle est complétée l'année suivante par la loi du 11 juillet 1880.
D'après l'historienne Laure Godineau, plus de 2 000 condamnés par contumace rentrent en France au printemps 1879 à la faveur de la loi d'amnistie partielle, mais leur retour est relativement discret dans la mesure où les principaux chefs du mouvement communaliste, ou considérés comme tel par le gouvernement français, doivent attendre l'amnistie plénière de 1880. Leur retour est d'autant plus symbolique qu'il intervient quelques jours seulement avant que la commémoration de la première fête nationale le 14 juillet 1880. Des réceptions sont organisées pour accueillir certaines personnalités comme l'écrivain Jules Vallès ou le journaliste Henri Rochefort, en exil depuis son évasion du bagne.

### Fortunes diverses de la réintégration
Les trajectoires professionnelles et sociales des exilés sont très diverses après leur retour et dépendent de plusieurs facteurs comme l'âge, le métier d'origine ou les réseaux. Pour de nombreux communards, la réintégration dans un pays qui a considérablement évolué en presque une décennie devient l'expérience du déclassement social. Directeur d'un établissement renommé de dessins sur étoffes avant l'insurrection, Eugène Pottier est diminué physiquement par l'âge à son retour des États-Unis. La transformation de son industrie et la crise économique des années 1880 rendent impossible un retour à la situation qui était la sienne avant 1871. Reconverti poète, il parvient à faire publier certains de ses textes mais ce n'est qu'après sa mort qu'il acquiert une certaine notoriété, en particulier grâce à son chant révolutionnaire L'Internationale, composé pendant l'exil. D'autres témoignent de leurs souffrances et des difficultés de réinstallation des anciens communards, comme Pierre Malzieux, un ouvrier forgeron membre de l'Association internationale des travailleurs dans l'incapacité de gagner sa vie et qui finit par se suicider en 1882, ou l'écrivain Georges Renard qui évoque les désillusions du retour dans son roman Un exilé.
Toutefois, certains ne connaissent pas les mêmes difficultés. C'est le cas notamment de l'écrivain Arthur Arnould qui connaît une réintégration réussie en publiant de nombreux romans sous pseudonyme, ou des ouvriers Zéphirin Camélinat et Jean Allemane qui entament une carrière politique. Le premier est élu député en 1885 en inscrivant son action dans la continuité de son passé internationaliste et communard, tandis que le second devient une figure du mouvement socialiste.
Les anciens proscrits ne sont pas les seuls à effectuer un travail de mémoire pour défendre leurs activités. L'écrivain Lucien Descaves, qui se considère lui-même comme « un communard au deuxième degré » puisqu'il n'avait que dix ans lors de l'insurrection de 1871 et n'en conserve que des souvenirs fragmentés, se consacre très tôt à l'étude du mouvement communaliste. Il se rapproche de Gustave Lefrançais, exilé à Genève dès la fin de la Semaine sanglante et condamné à mort par contumace, au point de devenir son exécuteur testamentaire et de signer la préface de ses Souvenirs d'un révolutionnaire, publiés à titre posthume. Descaves consacre une partie de sa vie à honorer la mémoire des anciens communards, en favorisant notamment la diffusion de leurs écrits. Il s'intéresse plus particulièrement au sort des insurgés en exil et après une dizaine d'années de recherches méticuleuses pour étoffer son propos, il publie en 1913 le roman Philémon, Vieux de la Vieille, dont l'historien Maxime Jourdan affirme qu'il allie « la rigueur scientifiques à d'éminentes qualités littéraires » et « se révèle de surcroît un vibrant plaidoyer en faveur des proscrits, assorti d'une réfutation éclatante des calomnies dont ils furent victimes ».

### Mouvements de solidarité et dissensions politiques
Les difficultés matérielles que rencontrent les exilés de retour fait naître plusieurs mouvements de solidarité qui prennent la suite des structures créées pendant l'exil. Deux comités sont créés dès l'arrivée des premiers proscrits : le « Comité central d'aide aux amnistiés », créé par des républicains en lien avec le Conseil municipal de Paris, et le « Comité socialiste d'aide aux amnistiés et non-amnistiés », fondé par des ouvriers. Un conflit oppose ces deux structures, la première étant mue par la bienfaisance humanitaire quand la seconde fait appel à une solidarité militante autonome.
En 1882, la « Solidarité des proscrits de 1871 » est fondée sous la présidence d'Henry Louis Champy. Elle ne compte qu'une quinzaine de membres à l'été 1884 quand son trésorier Hippolyte Ferré la fait renommer « Solidarité des militants de 1871 ». C'est finalement le nom de « Société fraternelle des anciens combattants de la Commune » qui est adopté en 1889. Elle rassemble des membres de diverses tendances politiques, blanquistes, guesdistes, possibilistes, anarchistes ou radicaux, dont les désaccords s'effacent quand il s'agit de défendre la mémoire de l'insurrection. La société se charge d'aider les anciens communards et leur famille en difficulté, mais également d'assister aux funérailles des anciens combattants. Après le vote de la loi de 1901 sur les associations, la Société devient l'« Association fraternelle des anciens combattants de la Commune » le 1er septembre 1905. Désormais présidée par le docteur Edmond-Alfred Goupy, elle poursuit son œuvre de solidarité et inaugure la plaque apposée sur le mur des Fédérés le 21 mars 1908. Au fil des années, les anciens communards étant de moins en moins nombreux, elle ouvre ses rangs à « ceux dont l'attachement à la cause aura été suffisant ». Zéphirin Camélinat est le dernier communard à présider l'Association, jusqu'à sa mort en 1932. Après une suspension de ses activités sous l'Occupation, puis une mise en sommeil en 1959, l'Association se reconstitue en 1962 sous le nom des « Amies et Amis de la Commune de Paris 1871 ».
Sur le plan politique, certains exilés espèrent encore une revanche de la Commune à leur retour en France et nombre d'entre eux se retrouvent dans les diverses tendances du socialisme. Pour défendre la mémoire de la Commune en même temps que ses idées, plusieurs proscrits fondent des journaux comme Jules Guesde avec Le Citoyen, Jules Vallès avec Le Cri du peuple ou Henri Rochefort avec L'Intransigeant. Mais les désaccords politiques, déjà nombreux entre anciens communards, s'avivent après les deux grandes crises politiques de la fin du siècle, la crise boulangiste et l'Affaire Dreyfus. Plus largement, comme le souligne Laure Godineau, si par leurs actions, leurs écrits et leurs paroles, les anciens proscrits contribuent à construire une mémoire de la Commune, « il n'y eut jamais de « parti de la Commune » tel qu'il put être envisagé un temps par ceux qui revenaient ».

## Galerie

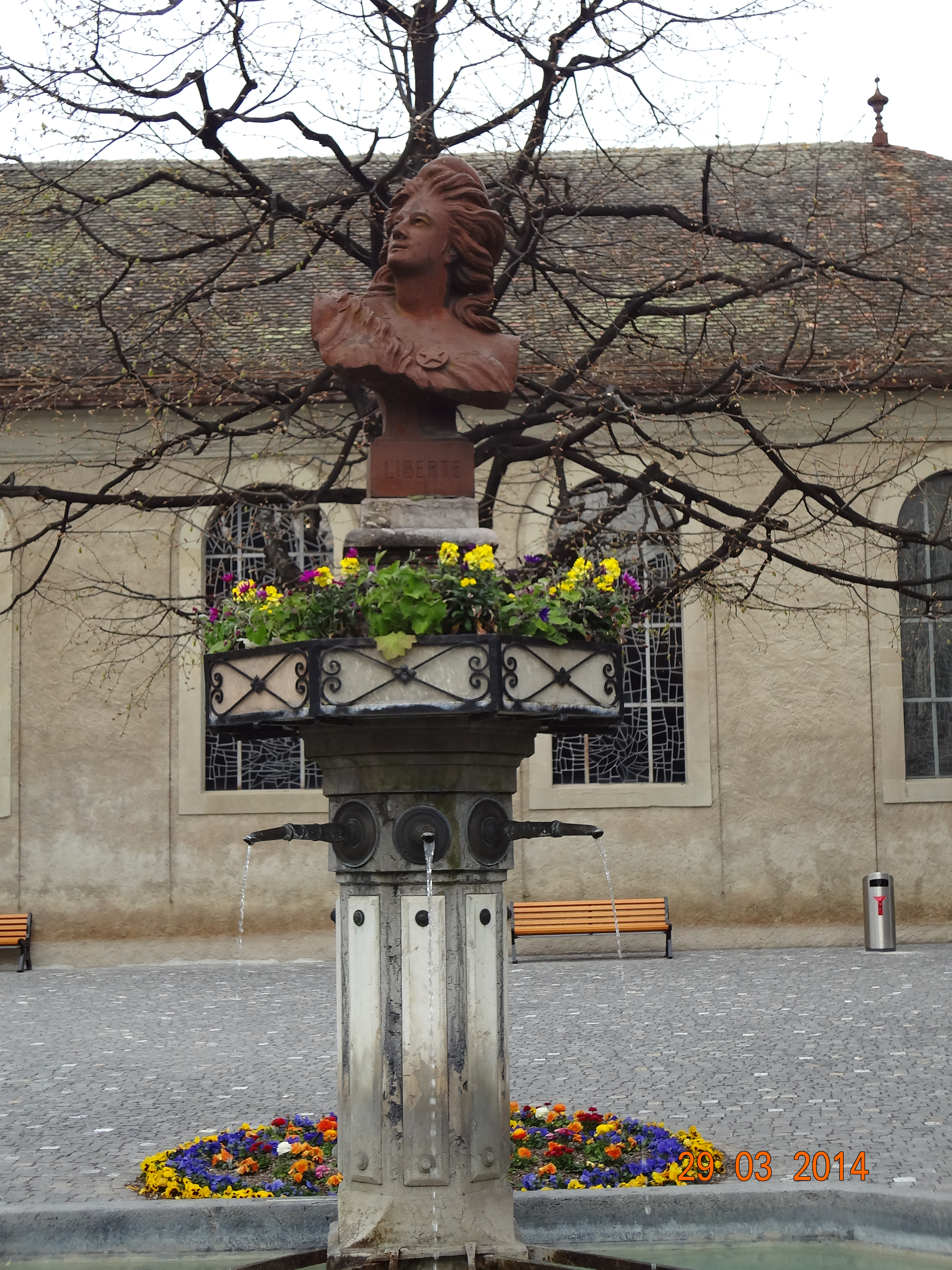
L'Helvétia (renommée Liberté), bronze de Gustave Courbet « offert par l'artiste aux communes de La Tour-de-Peilz et de Martigny, en remerciement à la Suisse pour son accueil »[36].
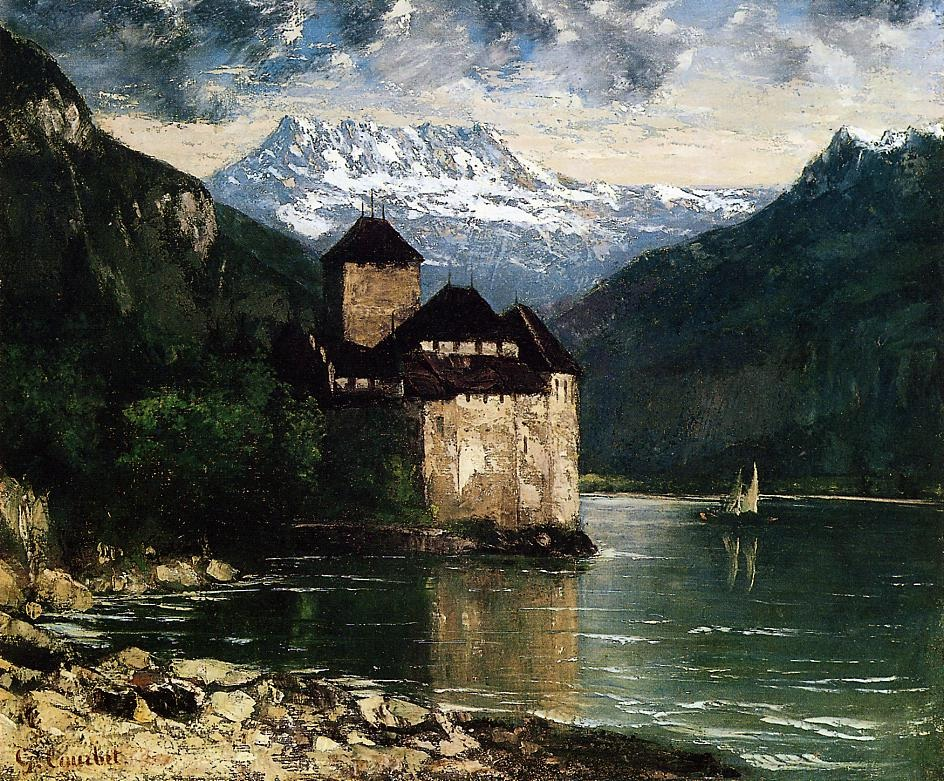
Gustave Courbet, Château du Chillon, en Suisse, pays d'accueil du peintre communard, 1875.
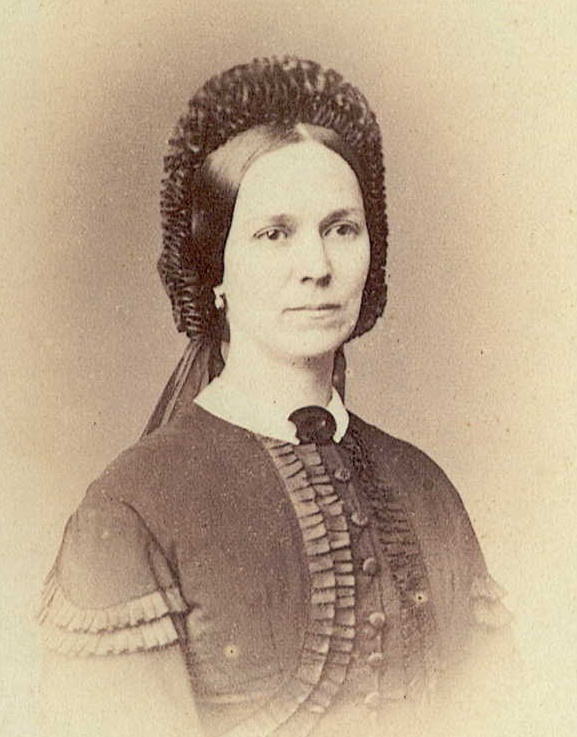
André Léo.
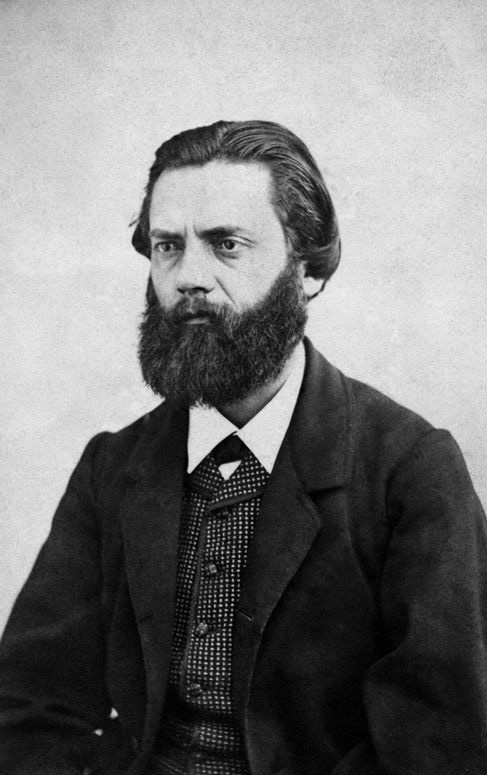
Jules Vallès vers 1871.
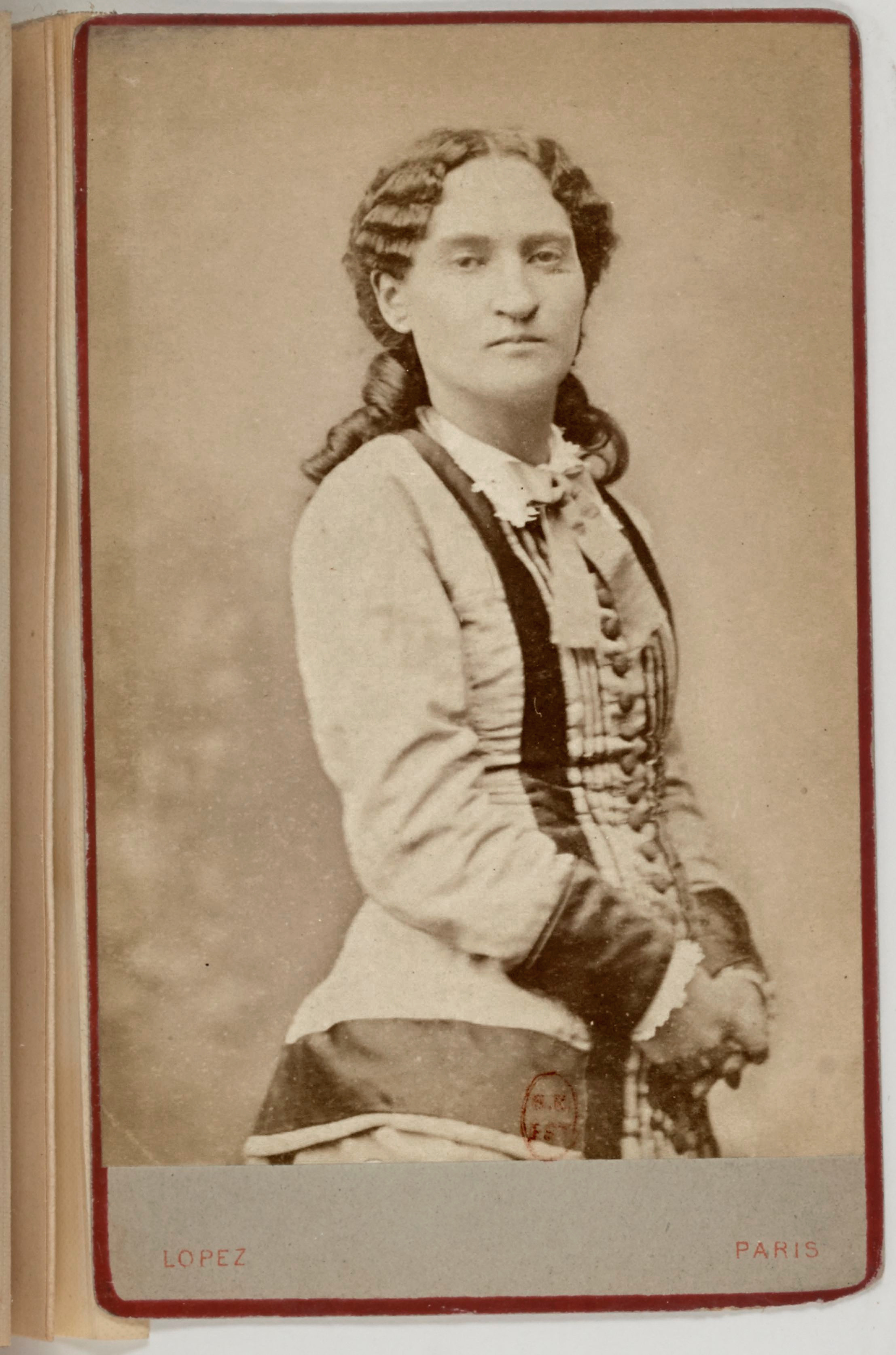
Paule Mink.
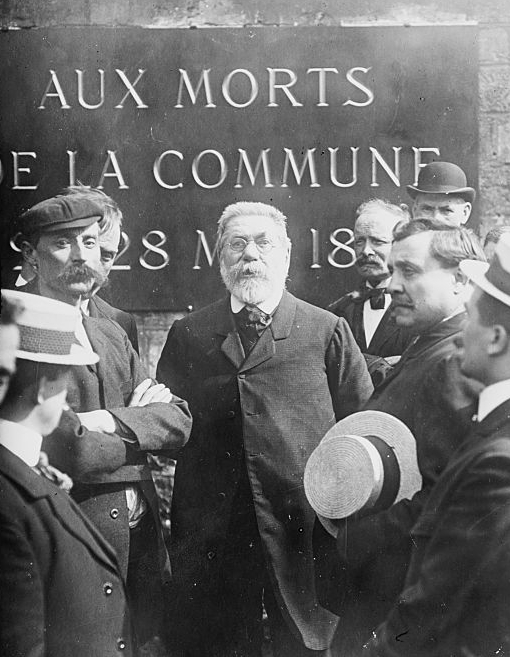
Édouard Vaillant au Père Lachaise.
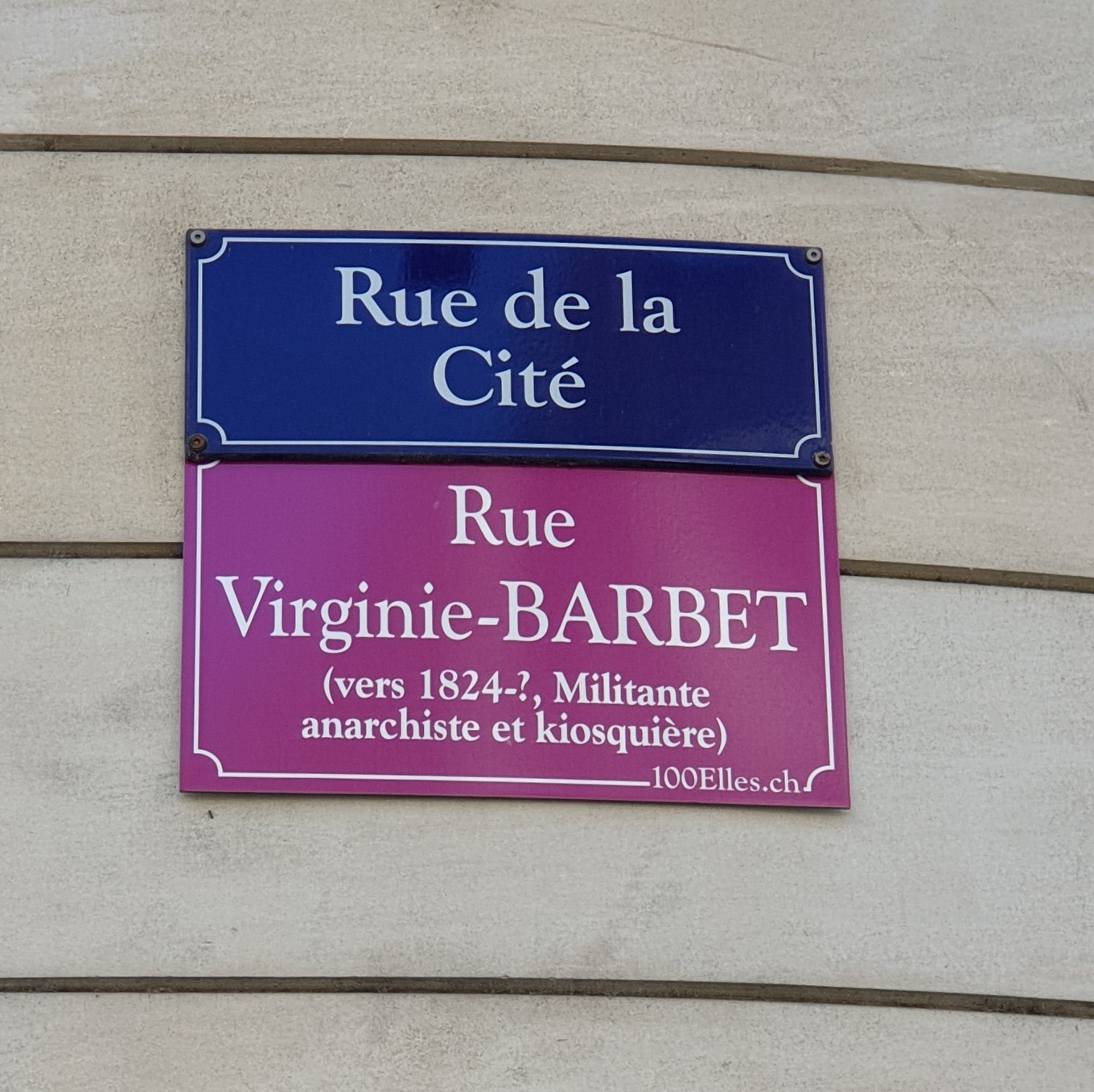
Plaque à Genève au nom de l'anarchiste Virginie Barbet qui a trouvé refuge dans cette ville après la Commune